# Platteville (Wisconsin)
Platteville ist die größte Stadt (mit dem Status „City“) im Grant County im US-amerikanischen Bundesstaat Wisconsin. Das U.S. Census Bureau ermittelte bei der Volkszählung 2020 eine Einwohnerzahl von 11.836.
Platteville ist einer der Standorte der University of Wisconsin.

## Geografie
Platteville liegt im Südwesten Wisconsins rund 25 km östlich des Mississippi, der die Grenze zu Iowa bildet. Die Grenze zu Illinois liegt 27 km südlich der Stadt.
Nachbarorte sind Rewey (18,2 km nordöstlich), Belmont (13,9 km östlich), Elk Grove (13,2 km südöstlich), Cuba City (16,1 km südlich), Dickeyville (18 km südwestlich), Tennyson (22,9 km westlich) und Ellenboro (13,7 km nordwestlich).
Die nächstgelegenen größeren Städte sind Dubuque in Iowa (36,2 km südwestlich), Wisconsins Hauptstadt Madison (116 km nordöstlich) und Rockford in Illinois (159 südöstlich).

## Verkehr
Am südwestlichen Stadtrand verläuft in südwest-nordöstlicher Richtung der zum Freeway ausgebaute U.S. Highway 151, der die kürzeste Verbindung zwischen Dubuque und Madison bildet. Im Zentrum von Platteville treffen die Wisconsin Highways 80 und 81 sowie eine Reihe untergeordneter Straßen zusammen.
6,6 km südöstlich des Stadtzentrums befindet sich der Platteville Municipal Airport.

## Demografische Daten
Nach der Volkszählung im Jahr 2010 lebten in Platteville 11.224 Menschen in 3588 Haushalten. Die Bevölkerungsdichte betrug 1031,6 Einwohner pro Quadratkilometer. In den 3588 Haushalten lebten statistisch je 2,30 Personen.
Ethnisch betrachtet setzte sich die Bevölkerung zusammen aus 94,7 Prozent Weißen, 2,1 Prozent Afroamerikanern, 0,2 Prozent amerikanischen Ureinwohnern, 1,7 Prozent Asiaten sowie aus anderen ethnischen Gruppen; 1,0 Prozent stammten von zwei oder mehr Ethnien ab. Unabhängig von der ethnischen Zugehörigkeit waren 1,6 Prozent der Bevölkerung spanischer oder lateinamerikanischer Abstammung.
11,3 Prozent der Bevölkerung waren unter 18 Jahre alt, 78,0 Prozent waren zwischen 18 und 64 und 10,7 Prozent waren 65 Jahre oder älter. 43,7 Prozent der Bevölkerung war weiblich.
Das jährliche Durchschnittseinkommen eines Haushalts lag bei 38.293 USD. Das Prokopfeinkommen betrug 16.523 USD. 24,5 Prozent der Einwohner lebten unterhalb der Armutsgrenze.

## University of Wisconsin – Platteville

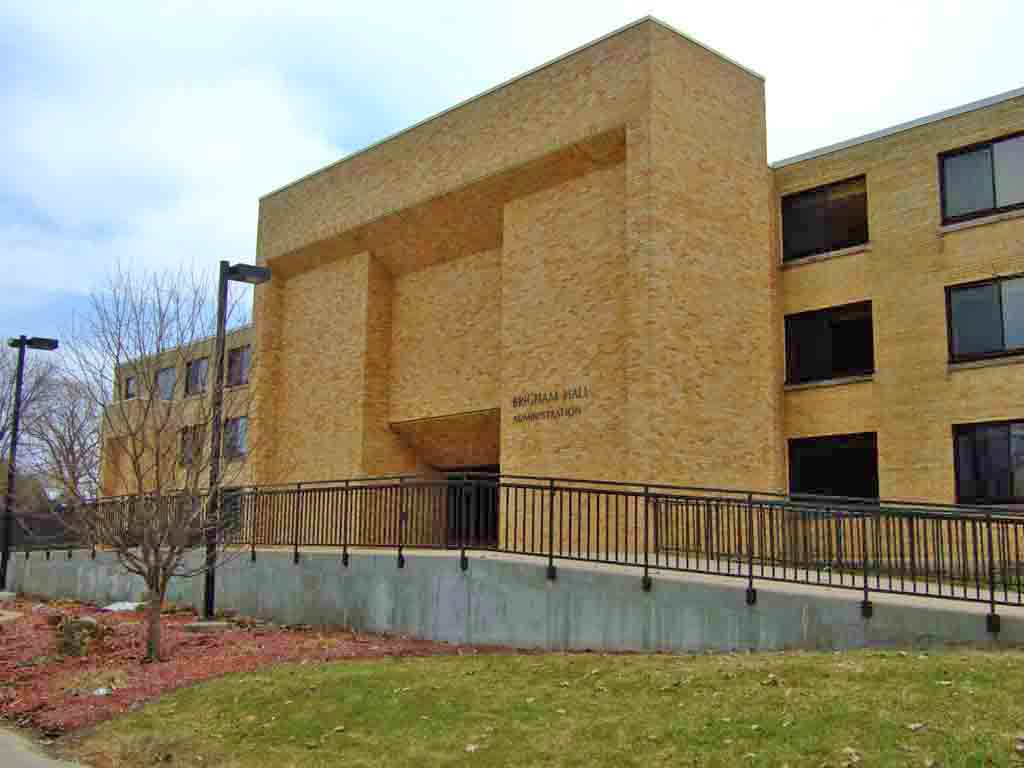
Hauptgebäude der UW-Platteville

Die University of Wisconsin–Platteville (auch bekannt als UW–Platteville) ist eine öffentliche Universität und Bestandteil des University of Wisconsin System. Hier werden sowohl Bachelor- als auch Master-Studiengänge angeboten. Es gibt drei Colleges mit insgesamt mehr als 7000 Studenten. Zu denen kommen weitere 3000 Fernstudenten hinzu.

## Bekannte Bewohner
- Arthur W. Kopp (1874–1967) – Abgeordneter des US-Repräsentantenhauses – lebte lange in Platteville und ist hier begraben
- Herbert Spencer Gasser (1888–1963) – Neurophysiologe (Nobelpreisträger) – geboren in Platteville
- Herbert T. Perrin (1893–1962) – Brigadegeneral der United States Army – geboren in Platteville
- John Fiedler (1925–2005) – Schauspieler – geboren in Platteville
- Scott Adams (* 1952) – Entwickler von Computerspielen – lebt in Platteville